# 379

379(삼백칠십구)는 378보다 크고 380보다 작은 자연수다.

## 수학
- 75번째 소수(素數)다. 앞의 소수는 373, 다음 소수는 383이다.
  - 베르누이 수의 분자 {\displaystyle B_{100}}을 나눌 수 있는 비정규 소수다.
- {\displaystyle 51^{3}-1}은 379로 나누어떨어진다.

## 과학
- NGC 379(영어판): 물고기자리 방향에 있는 렌즈형 은하.

## 교통
- 일본 379번 국도(일본어판): 에히메현 마쓰야마시에서 오치군 도베정까지 이어지는 일본의 국도.
- 현도 제379호선

## 군사
- U-379(영어판, 독일어판): 제2차 세계 대전에 사용된 나치 독일의 군용 잠수함.

## 문화유산
- 대한민국의 보물 제379호: 진주 묘엄사지 삼층석탑
- 대한민국의 사적 제379호: 전주향교

## 기타
- 연도: 379년, 기원전 379년